# Steven Rooks
Steven Rooks (Oterleek, Alkmaar, 7 d'agost de 1960) va ser un ciclista neerlandès, que fou professional entre 1982 i 1995, durant els quals aconseguí 37 victòries.
Bon escalador i corredor de carreres d'un dia, va guanyar, entre d'altres, dues etapes al Tour de França, la Lieja-Bastogne-Lieja (1983), l'Amstel Gold Race (1986), el Campionat de Zúric (1988) i dos campionats nacionals en ruta (1991, 1994).
Cap a la fi de 1999, al programa de televisió neerlandès Reporter, va admetre, junt amb Maarten Ducrot i Peter Winnen haver-se dopat durant la seva carrera. Rooks va dir que havia emprat testosterona i amfetamines durant els 13 anys que va ser professional. El 2009 també va admetre haver emprat EPO des del 1989.

## Palmarès
- 1983
  - 1r a la Lieja-Bastogne-Lieja
  - Vencedor d'una etapa del Tour del Mediterrani
- 1985
  - Vencedor d'una etapa de la Dauphiné Libéré
  - Vencedor d'una etapa de la Volta a Catalunya
  - Vencedor d'una etapa de la Volta a Noruega
- 1986
  - 1r a l'Amstel Gold Race
  - 1r a la Volta a Luxemburg
  - 1r a la Volta a Andalusia i vencedor d'una etapa
  - 1r al Gran Premi de Valònia
- 1987
  -  Campió dels Països Baixos de derny
  - Vencedor d'una etapa de la Volta a Suïssa
- 1988
  - 1r al Campionat de Zúric
  - 1r a l'Acht van Chaam
  - Vencedor d'una etapa del Tour de França.  1r del Gran Premi de la Muntanya.  1r de la combinada
- 1989
  - 1r al Tour de Vaucluse
  - Vencedor d'una etapa del Tour de França i  1r de la combinada
- 1991
  -  Campió dels Països Baixos en ruta
- 1992
  - Vencedor d'una etapa de la Volta a Galícia
- 1994
  -  Campió dels Països Baixos en ruta

### Resultats al Tour de França
- 1983. Abandona (10a etapa)
- 1985. 25è de la classificació general
- 1986. 9è de la classificació general
- 1987. Abandona (20a etapa)
- 1988. 2n de la classificació general. Vencedor d'una etapa.  1r del Gran Premi de la Muntanya.  1r de la combinada
- 1989. 7è de la classificació general. Vencedor d'una etapa.  1r de la combinada
- 1990. 33è de la classificació general
- 1991. 26è de la classificació general
- 1992. 17è de la classificació general
- 1993. Fora de control (2a etapa)
- 1994. Abandona (12a etapa)

### Resultats a la Volta a Espanya
- 1991. 9è de la classificació general
- 1992. 10è de la classificació general

### Resultats al Giro d'Itàlia
- 1990. 75è de la classificació general